# Adeonella polystomella
Adeonella polystomella is een mosdiertjessoort uit de familie van de Adeonidae. De wetenschappelijke naam van de soort is, als Eschara polystomella, voor het eerst geldig gepubliceerd in 1848 door Reuss.